# Rue Saint-Alexis
La rue Saint-Alexis est une petite rue historique d'axe nord-sud du Vieux-Montréal.  

## Origine du nom
L'origine du nom Saint-Alexis est inconnue, mais ce nom pourrait rappeler Alexandre Le Ragois de Bretonvilliers (1621-1676), deuxième supérieur de la compagnie de Saint-Sulpice.

## Historique
La rue Saint-Alexis est mentionnée pour la première fois dans un contrat de concession par le Séminaire de Saint-Sulpice en 1711. Le Séminaire vient d'acquérir de Jeanne Lecavelier un des rares terrains vacants de la ville, et l'ouverture de la rue Saint-Alexis, entre les rues Saint-Pierre et Saint-Jean, facilite sa subdivision en plusieurs parcelles entre la rue du Saint-Sacrement et la rue Notre-Dame. 

## Sources
- Ville de Montréal, Les rues de Montréal. Répertoire historique, Édition Méridien, Montréal, 1995